# Nave mercantile

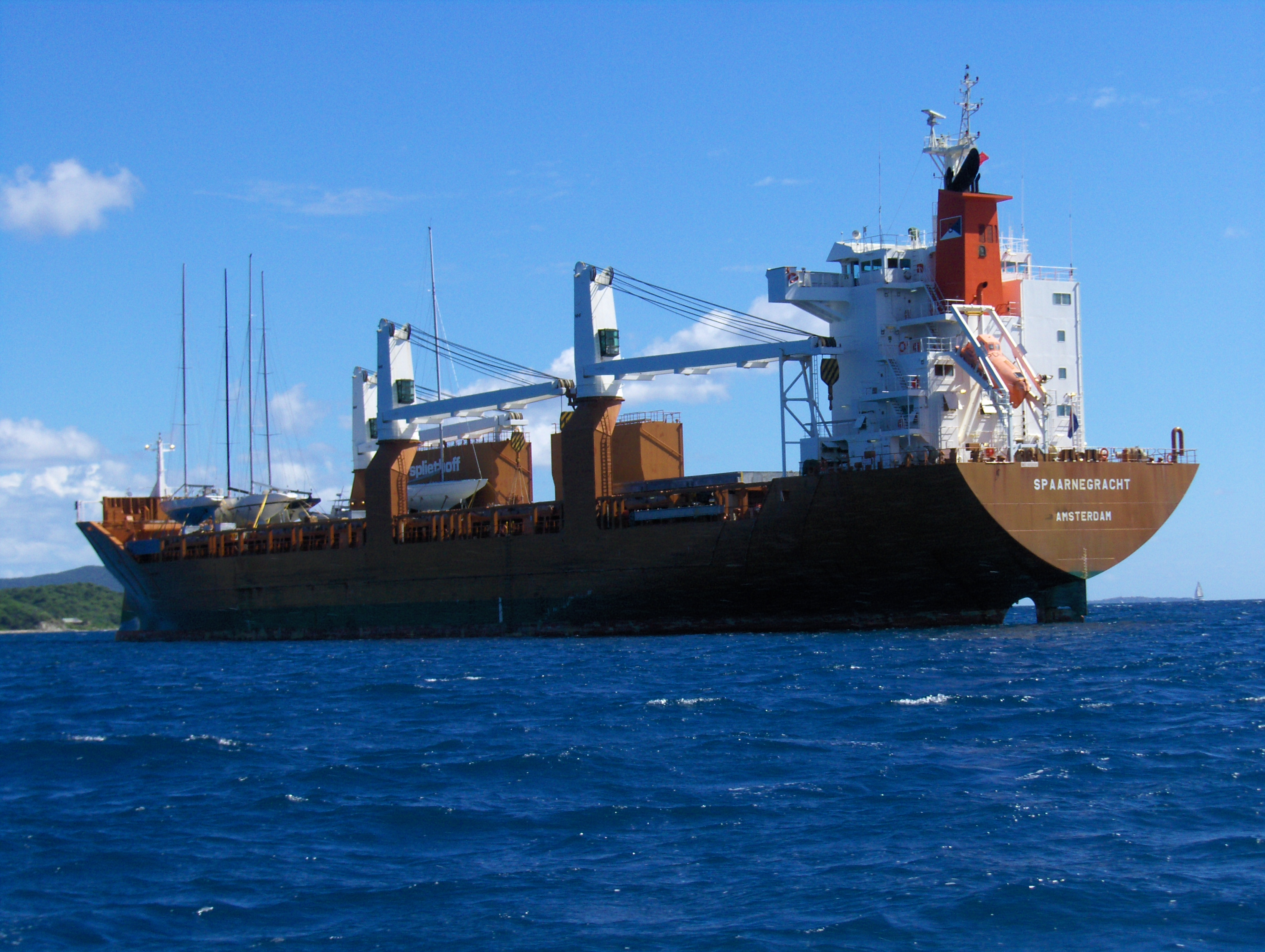
Una nave mercantile olandese

Una nave mercantile è una nave adibita al trasporto di merci e passeggeri, che quindi costituiscono il carico utile della nave stessa.

## Tipi di navi mercantili
| Nome                                      | Descrizione | Immagine |
| ----------------------------------------- | --- | -------- |
| Navi da carico (in inglese: cargo)        | Sono definite cargo tutte quelle navi, di qualsiasi forma e dimensione, che trasportano merci varie tra i diversi porti. |          |
| Metaniera                                 | Le metaniere sono navi da carico specializzate nel trasporto del gas naturale liquido. La prima metaniera fu prodotta nel 1966. Prima degli anni sessanta il gas era trasportato in giganteschi serbatoi sferici o cilindrici caricati nelle stive delle navi. |          |
| Petroliera                                | Le petroliere sono navi cisterna di diverso tonnellaggio, adibite al trasporto di carichi liquidi, non necessariamente idrocarburi. Sebbene sia vero che la maggior parte delle navi cisterna sia adibita al trasporto del greggio o dei prodotti derivati, queste navi possono anche trasportare olii vegetali. |          |
| Portacontainer (anche: Porta contenitori) | Le Portacontainer sono navi il cui intero carico è costituito da container. Conosciute come cellular ships per la conformazione "a celle" degli spazi riservati al carico. |          |
| Porta rinfuse (anche: Rinfusiere)         | Le porta rinfuse (bulk carriers in inglese) sono in grado di trasportare carichi non-liquidi e non unitarizzati in container o pallet. Quasi tutte queste navi hanno solo un ponte principale (il ponte di coperta), quando le navi sono dotate di un secondo ponte al di sotto del porte di coperta, vengono denominate tween-deckers; in tal caso sono più idonee al trasporto di "merce varia" (ad esempio casse, legname, parti di macchinario etc), in quanto grazie al ponte intermedio possono sfruttare meglio gli spazi senza sovrapporre troppo i materiali. |          |
| Rompighiaccio                             | Una rompighiaccio o nave rompighiaccio è una nave appositamente studiata per navigare in mari la cui superficie sia coperta di ghiaccio, come è nel caso della banchisa, sfruttando la sua inerzia e la spinta propulsiva per sollevare la prua sopra il ghiaccio. Il peso provoca la rottura del ghiaccio che si apre lasciando tornare la prua in mare. |          |
| Traghetto                                 | Le navi traghetto (o Ro-Ro, dall'inglese Roll-on/Roll-off) sono bastimenti forniti di rampe di carico in grado di caricare e scaricare veicoli completi. Possono essere per il solo trasporto di merci e veicoli o possono effettuare anche servizio di traghetto passeggeri (Ro-Ro Pax). |          |
| Nave passeggeri                           | Per nave passeggeri si intende in modo generico una nave specializzata nel trasporto di passeggeri, con o senza regolare servizio di linea. Ricadono in questo ambito anche i transatlantici e le navi da crociera. |          |

## Stati
La tabella riporta i 25 stati del mondo con più navi mercantili, la statistica è stata fatta in base alla bandiera che la nave porta e non all'appartenenza dello stato. Teoricamente questo viene inteso per appartenenza allo stato, praticamente no.
La statistica è realizzata dalle Nazioni Unite in riferimento al 2011
| Paese                     | N° navi |
| ------------------------- | ------- |
| Panama                    | 5.764   |
| Liberia                   | 1.948   |
| Cina                      | 1.775   |
| Malta                     | 1.281   |
| Bahamas                   | 1.213   |
| Singapore                 | 1.131   |
| Russia                    | 1.130   |
| Antigua e Barbuda         | 1.059   |
| Hong Kong                 | 1.009   |
| Indonesia                 | 965     |
| Cipro                     | 868     |
| Grecia                    | 824     |
| Corea del Sud             | 738     |
| Norvegia                  | 715     |
| Giappone                  | 676     |
| Italia                    | 604     |
| Cambogia                  | 586     |
| Saint Vincent e Grenadine | 582     |
| Paesi Bassi               | 566     |
| Turchia                   | 565     |
| India                     | 477     |
| Gran Bretagna             | 474     |
| Stati Uniti               | 446     |
| Thailandia                | 405     |
| Filippine                 | 383     |

## Assicurazioni
Le navi mercantili sono inserite nel circuito assicurativo internazionale, che a sua volta è riassicurato dall'International Group, un sistema di 12 società globali di P&I (protezione e indennità). Esse intervengono ad esempio nei casi di danno ambientale o per rivalsa in caso di collisione tra navi.